# Consultazioni referendarie in Italia

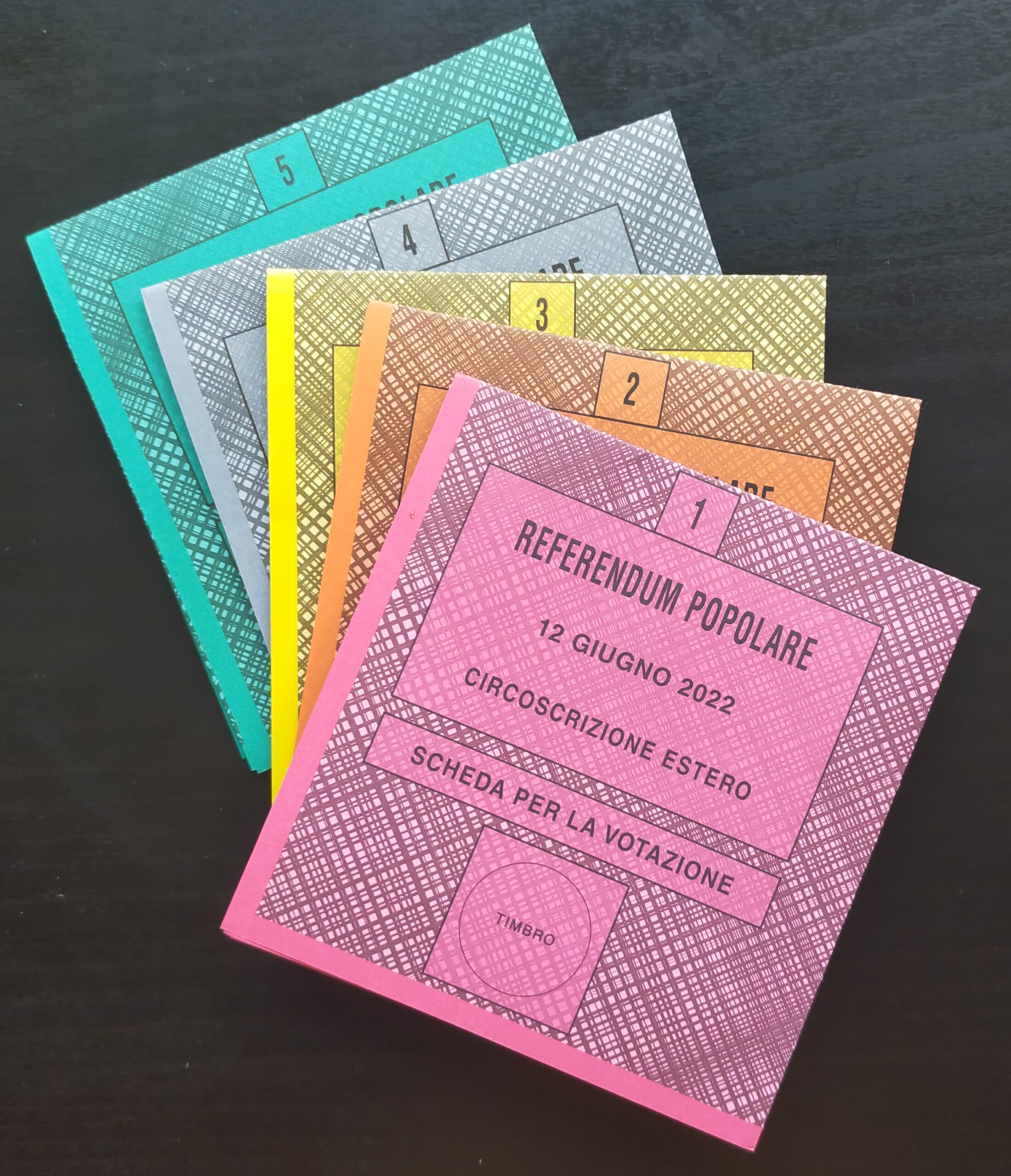
Schede elettorali per i referendum abrogativi del 2022. Per ogni quesito è presente una scheda diversa.

Dal 1946 ad oggi in Italia si sono svolti 83 referendum nazionali, di cui 77 referendum abrogativi, un referendum istituzionale, un referendum di indirizzo e quattro referendum costituzionali.

## Elenco dei referendum abrogativi
I referendum abrogativi prevedono per la validità il quorum (partecipazione alla votazione della maggioranza degli aventi diritto).
| Data                | Titolo | Affluenza | Quorum        | Sì    | No    | Risultato  | Descrizione |
| ------------------- | --- | --------- | ------------- | ----- | ----- | ---------- | --- |
| 12 e 13 maggio 1974 | Divorzio | 87,7%     | Raggiunto     | 40,7% | 59,3% | No         | Abrogazione della legge Fortuna-Baslini, con la quale era stato introdotto in Italia il divorzio. Promosso dal giurista cattolico Gabrio Lombardi, con il sostegno dell'Azione Cattolica e l'appoggio della CEI, della DC e del MSI.             |
|                     | |           |               |       |       |            | |
| 11 e 12 giugno 1978 | Ordine pubblico | 81,2%     | Raggiunto     | 23,5% | 76,5% | No         | Abrogazione della legge Reale (norme restrittive in tema di ordine pubblico). Promosso dai Radicali. |
| 11 e 12 giugno 1978 | Finanziamento pubblico dei partiti | 81,2%     | Raggiunto     | 43,6% | 56,4% | No         | Abolizione del finanziamento pubblico ai partiti (primo tentativo). Promosso dai Radicali. |
|                     | |           |               |       |       |            | |
| 17 e 18 maggio 1981 | Ordine pubblico | 79,4%     | Raggiunto     | 14,9% | 85,1% | No         | Abrogazione della legge Cossiga, una delle leggi speciali concepite negli anni 1970 per affrontare il problema del terrorismo. Promosso dai Radicali.                                                                                            |
| 17 e 18 maggio 1981 | Ergastolo | 79,4%     | Raggiunto     | 22,6% | 77,4% | No         | Abolizione della pena dell'ergastolo. Promosso dai Radicali. |
| 17 e 18 maggio 1981 | Porto d'armi | 79,4%     | Raggiunto     | 14,1% | 85,9% | No         | Abolizione delle norme sulla concessione del porto d'armi. Promosso dai Radicali. |
| 17 e 18 maggio 1981 | Interruzione di gravidanza (proposta radicale) | 79,4%     | Raggiunto     | 11,6% | 88,4% | No         | Abrogazione di alcune norme della legge 194 sull'aborto per renderne più libero il ricorso. Promosso dai Radicali. |
| 17 e 18 maggio 1981 | Interruzione di gravidanza (proposta Movimento per la vita) | 79,4%     | Raggiunto     | 32,0% | 68,0% | No         | Abrogazione di alcune norme della legge 194 sull'aborto per restringerne i casi di liceità. Di segno opposto al quesito precedente. Promosso dal Movimento per la vita.                                                                          |
|                     | |           |               |       |       |            | |
| 9 e 10 giugno 1985  | Indennità di contingenza | 77,9%     | Raggiunto     | 45,7% | 54,3% | No         | Abolizione della norma che comporta un taglio dei punti della scala mobile. Promosso dal PCI e dalla componente comunista della CGIL. |
|                     | |           |               |       |       |            | |
| 8 e 9 novembre 1987 | Responsabilità civile del giudice | 65,1%     | Raggiunto     | 80,2% | 19,8% | Sì         | Abrogazione delle norme limitative della responsabilità civile per i giudici. Promosso da Radicali, Socialisti e Liberali. |
| 8 e 9 novembre 1987 | Commissione inquirente | 65,1%     | Raggiunto     | 85,0% | 15,0% | Sì         | Abolizione della commissione inquirente e del trattamento dei reati ministeriali. Promosso da Radicali, Socialisti e Liberali. |
| 8 e 9 novembre 1987 | Localizzazione centrali nucleari | 65,1%     | Raggiunto     | 80,6% | 19,4% | Sì         | Abrogazione dell'intervento statale se il Comune non concede un sito per la costruzione di una centrale nucleare. Promosso da Radicali, Verdi e DP.                                                                                              |
| 8 e 9 novembre 1987 | Contributi enti locali | 65,1%     | Raggiunto     | 79,7% | 20,3% | Sì         | Abrogazione dei contributi di compensazione agli enti locali per la presenza sul proprio territorio di centrali nucleari. Promosso da Radicali, Verdi e DP.                                                                                      |
| 8 e 9 novembre 1987 | Divieto partecipazione dell'ENEL a impianti nucleari all'estero | 65,1%     | Raggiunto     | 71,9% | 28,1% | Sì         | Esclusione della possibilità per l'Enel di partecipare alla costruzione di centrali nucleari all'estero. Promosso da Radicali, Verdi e DP. |
|                     | |           |               |       |       |            | |
| 3 e 4 giugno 1990   | Disciplina della caccia | 43,4%     | Non raggiunto | 92,2% | 7,8%  | Non valido | Disciplina della caccia. Promosso da Radicali, Verdi, Partito Comunista Italiano, Partito Socialista Italiano, Democrazia Proletaria e Sinistra Indipendente.                                                                                    |
| 3 e 4 giugno 1990   | Accesso dei cacciatori a fondi privati | 42,9%     | Non raggiunto | 92,3% | 7,7%  | Non valido | Abolizione della possibilità per il cacciatore di entrare liberamente nel fondo altrui (primo tentativo). Promosso da Radicali, Verdi, Partito Comunista Italiano, Partito Socialista Italiano, Democrazia Proletaria e Sinistra Indipendente.   |
| 3 e 4 giugno 1990   | Uso dei fitofarmaci | 43,1%     | Non raggiunto | 93,5% | 6,5%  | Non valido | Abrogazione dell'uso dei fitofarmaci nell'agricoltura. Promosso da Radicali, Verdi, Partito Comunista Italiano, Democrazia Proletaria e Sinistra Indipendente.                                                                                   |
|                     | |           |               |       |       |            | |
| 9 e 10 giugno 1991  | Riduzione delle preferenze per la Camera dei deputati | 62,5%     | Raggiunto     | 95,6% | 4,4%  | Sì         | Riduzione dei voti di preferenza, da tre a uno, nelle elezioni per la Camera dei deputati. Promosso da Mario Segni e dal Manifesto dei 31. |
|                     | |           |               |       |       |            | |
| 18 e 19 aprile 1993 | Competenze USL | 76,8%     | Raggiunto     | 82,6% | 17,4% | Sì         | Abrogazione delle norme sui controlli ambientali effettuati per legge dalle USL. Promosso dai Radicali. |
| 18 e 19 aprile 1993 | Stupefacenti e sostanze psicotrope | 77,0%     | Raggiunto     | 55,4% | 44,6% | Sì         | Abrogazione delle pene per la detenzione ad uso personale di droghe leggere. Promosso dai Radicali. |
| 18 e 19 aprile 1993 | Finanziamento pubblico dei partiti | 77,0%     | Raggiunto     | 90,3% | 9,7%  | Sì         | Abolizione del finanziamento pubblico ai partiti (secondo tentativo). Promosso dai Radicali. |
| 18 e 19 aprile 1993 | Casse Risparmio e Monti Pietà | 76,9%     | Raggiunto     | 89,8% | 10,2% | Sì         | Abrogazione delle norme per le nomine ai vertici delle banche pubbliche. Promosso dai Radicali. |
| 18 e 19 aprile 1993 | Ministero delle partecipazioni statali | 76,9%     | Raggiunto     | 90,1% | 9,9%  | Sì         | Abrogazione della legge che istituisce il Ministero delle partecipazioni statali. Promosso dal Comitato per la Riforma Democratica. |
| 18 e 19 aprile 1993 | Elezione Senato della Repubblica | 77,0%     | Raggiunto     | 82,7% | 17,3% | Sì         | Abrogazione di norme della legge elettorale del Senato per introdurre il sistema elettorale maggioritario uninominale. Promosso dai Radicali e da Mario Segni.                                                                                   |
| 18 e 19 aprile 1993 | Ministero dell'agricoltura e delle foreste | 76,9%     | Raggiunto     | 70,2% | 29,8% | Sì         | Abrogazione della legge che istituisce il Ministero dell'agricoltura e delle foreste. Promosso da 9 consigli regionali. |
| 18 e 19 aprile 1993 | Ministero turismo e spettacolo | 76,9%     | Raggiunto     | 82,3% | 17,7% | Sì         | Abrogazione della legge che istituisce il Ministero del turismo e dello spettacolo. Promosso da 9 consigli regionali. |
|                     | |           |               |       |       |            | |
| 11 giugno 1995      | Rappresentanze sindacali (richiesta massimale) | 57,2%     | Raggiunto     | 49,9% | 50,1% | No         | Liberalizzazione delle rappresentanze sindacali (abolizione del monopolio confederale). Promosso da Cobas e Rifondazione Comunista. |
| 11 giugno 1995      | Rappresentanze sindacali (richiesta minimale) | 57,2%     | Raggiunto     | 62,1% | 37,9% | Sì         | Rappresentanze sindacali nella contrattazione pubblica: modifica dei criteri di rappresentanza in modo che questa vada anche alle organizzazioni di base. Promosso da Cobas e Rifondazione Comunista.                                            |
| 11 giugno 1995      | Contrattazione pubblico impiego | 57,4%     | Raggiunto     | 64,7% | 35,3% | Sì         | Contrattazione collettiva nel pubblico impiego: abrogazione della norma sulla rappresentatività per i contratti del pubblico impiego. Promosso da Cobas e Rifondazione Comunista.                                                                |
| 11 giugno 1995      | Soggiorno cautelare | 57,2%     | Raggiunto     | 63,7% | 36,3% | Sì         | Abrogazione della norma sul soggiorno cautelare per gli imputati di reati di mafia. Promosso da Radicali e Lega Nord. |
| 11 giugno 1995      | Privatizzazione RAI | 57,4%     | Raggiunto     | 54,9% | 45,1% | Sì         | Abrogazione della norma che definisce pubblica la RAI, in modo da avviarne la privatizzazione. Promosso da Radicali e Lega Nord. |
| 11 giugno 1995      | Autorizzazione al commercio | 57,2%     | Raggiunto     | 35,6% | 64,4% | No         | Abrogazione della norma che sottopone ad autorizzazione amministrativa il commercio. Promosso dai Radicali. |
| 11 giugno 1995      | Trattenute contributi sindacali | 57,3%     | Raggiunto     | 56,2% | 43,8% | Sì         | Abrogazione della norma che impone la contribuzione sindacale automatica. Promosso da Radicali. |
| 11 giugno 1995      | Legge elettorale comuni | 57,4%     | Raggiunto     | 49,4% | 50,6% | No         | Abrogazione della norma che prevede il doppio turno per l'elezione diretta del sindaco dei comuni con popolazione superiore a 15.000 abitanti. Promosso dai Radicali.                                                                            |
| 11 giugno 1995      | Orari esercizi commerciali | 57,3%     | Raggiunto     | 37,5% | 62,5% | No         | Abrogazione della norma che impedisce la liberalizzazione degli orari dei negozi. Promosso dai Radicali. |
| 11 giugno 1995      | Concessioni televisive nazionali | 58,1%     | Raggiunto     | 43,1% | 56,9% | No         | Abrogazione delle norme che consentono di essere titolari di più di una concessione televisiva nazionale. Promosso da esponenti di alcune associazioni di volontariato, ambientaliste e di promozione culturale.                                 |
| 11 giugno 1995      | Interruzioni pubblicitarie | 58,1%     | Raggiunto     | 44,3% | 55,7% | No         | Abrogazione delle norme che consentono un certo numero di interruzioni pubblicitarie in tv. Promosso da esponenti di alcune associazioni di volontariato, ambientaliste e di promozione culturale.                                               |
| 11 giugno 1995      | Raccolta pubblicità radiotelevisiva | 58,1%     | Raggiunto     | 43,6% | 56,4% | No         | Modifica del tetto massimo di raccolta pubblicitaria delle televisioni private. Promosso da esponenti di alcune associazioni di volontariato, ambientaliste e di promozione culturale.                                                           |
|                     | |           |               |       |       |            | |
| 15 giugno 1997      | Privatizzazione | 30,2%     | Non raggiunto | 74,1% | 25,9% | Non valido | Abolizione dei poteri speciali riservati al Ministero del tesoro nelle aziende privatizzate. Promosso dai Radicali. |
| 15 giugno 1997      | Obiezione di coscienza | 30,3%     | Non raggiunto | 71,7% | 28,3% | Non valido | Abolizione dei limiti per essere ammessi al servizio civile in luogo del servizio militare. Promosso dai Radicali. |
| 15 giugno 1997      | Accesso dei cacciatori a fondi privati | 30,2%     | Non raggiunto | 80,9% | 19,1% | Non valido | Abolizione della possibilità per il cacciatore di entrare liberamente nel fondo altrui (secondo tentativo). Promosso dai Radicali. |
| 15 giugno 1997      | Carriere dei magistrati | 30,2%     | Non raggiunto | 83,6% | 16,4% | Non valido | Abolizione del sistema di progressione delle carriere dei magistrati. Promosso dai Radicali. |
| 15 giugno 1997      | Ordine dei giornalisti | 30,0%     | Non raggiunto | 65,5% | 34,5% | Non valido | Abolizione dell'Ordine dei giornalisti. Promosso dai Radicali. |
| 15 giugno 1997      | Incarichi extragiudiziari dei magistrati | 30,2%     | Non raggiunto | 85,6% | 14,4% | Non valido | Abolizione della possibilità per i magistrati di assumere incarichi al di fuori delle loro attività giudiziarie (primo tentativo). Promosso dai Radicali.                                                                                        |
| 15 giugno 1997      | Ministero delle risorse agricole, alimentari e forestali | 30,1%     | Non raggiunto | 66,9% | 33,1% | Non valido | Abrogazione della legge che istituisce il Ministero delle risorse agricole, alimentari e forestali. Promosso da 7 consigli regionali. |
|                     | |           |               |       |       |            | |
| 18 aprile 1999      | Elezione della Camera dei deputati: abolizione del voto di lista per l'attribuzione con metodo proporzionale del 25% dei seggi                                                                | 49,6%     | Non raggiunto | 91,5% | 8,5%  | Non valido | Abolizione della quota proporzionale nelle elezioni della Camera dei deputati (primo tentativo). Promosso da Mario Segni e Antonio Di Pietro. |
|                     | |           |               |       |       |            | |
| 21 maggio 2000      | Rimborso delle spese per consultazioni elettorali e referendarie. Abrogazione | 32,2%     | Non raggiunto | 71,1% | 28,9% | Non valido | Eliminazione del rimborso spese per consultazioni elettorali e referendarie. Promosso dai Radicali e da Alleanza Nazionale. |
| 21 maggio 2000      | Elezione della Camera dei deputati: abolizione del voto di lista per l'attribuzione con metodo proporzionale del 25% dei seggi                                                                | 32,4%     | Non raggiunto | 82,0% | 18,0% | Non valido | Abolizione della quota proporzionale nelle elezioni della Camera dei deputati (secondo tentativo). Promosso dai Radicali e da Alleanza Nazionale.                                                                                                |
| 21 maggio 2000      | Elezione del Consiglio superiore della magistratura: Abrogazione dell'attuale sistema elettorale dei componenti magistrati con metodo proporzionale per liste contrapposte                    | 31,9%     | Non raggiunto | 70,6% | 29,4% | Non valido | Abolizione del voto di lista per l'elezione dei membri togati del CSM (primo tentativo). Promosso dai Radicali. |
| 21 maggio 2000      | Ordinamento giudiziario: separazione delle carriere dei magistrati giudicanti e requirenti | 32,0%     | Non raggiunto | 69,0% | 31,0% | Non valido | Separazione della carriera di pubblico ministero da quella di giudice (primo tentativo). Promosso da Radicali, SDI e PRI. |
| 21 maggio 2000      | Incarichi extragiudiziari dei magistrati: Abolizione della possibilità per i magistrati di assumere incarichi al di fuori delle loro attività giudiziarie                                     | 32,0%     | Non raggiunto | 75,2% | 24,8% | Non valido | Abolizione della possibilità per i magistrati di assumere incarichi al di fuori delle loro attività giudiziarie (secondo tentativo). Promosso dai Radicali.                                                                                      |
| 21 maggio 2000      | Licenziamenti: Abrogazione delle norme sulla reintegrazione del posto di lavoro | 32,5%     | Non raggiunto | 33,4% | 66,6% | Non valido | Abrogazione dell'art.18 dello Statuto dei lavoratori. Promosso da Radicali, Forza Italia e PRI. |
| 21 maggio 2000      | Trattenute associative e sindacali tramite gli enti previdenziali. Abolizione | 32,2%     | Non raggiunto | 61,8% | 38,2% | Non valido | Abrogazione della possibilità di trattenere dalla busta paga o dalla pensione la quota di adesione volontaria a un sindacato o associazione di categoria attraverso un patronato. Promosso dai Radicali.                                         |
|                     | |           |               |       |       |            | |
| 15 giugno 2003      | Reintegrazione dei lavoratori illegittimamente licenziati: abrogazione delle norme che stabiliscono limiti numerici ed esenzioni per l'applicazione dell'art. 18 dello Statuto dei lavoratori | 25,5%     | Non raggiunto | 86,7% | 13,3% | Non valido | Estensione a tutti i lavoratori del diritto al reintegro nel posto di lavoro per i dipendenti licenziati senza giusta causa. Promosso da Rifondazione Comunista.                                                                                 |
| 15 giugno 2003      | Servitù coattiva di elettrodotto. Abrogazione | 25,6%     | Non raggiunto | 85,6% | 14,4% | Non valido | Abrogazione dell'obbligo per i proprietari terrieri di dar passaggio alle condutture elettriche sui loro terreni. Promosso dai Verdi. |
|                     | |           |               |       |       |            | |
| 12 e 13 giugno 2005 | Procreazione medicalmente assistita, limite alla ricerca clinica e sperimentale sugli embrioni. Abrogazione parziale                                                                          | 25,4%     | Non raggiunto | 88,0% | 12,0% | Non valido | Abolizione ai limiti alla ricerca clinica e sperimentale sugli embrioni. Promosso da Radicali, Associazione Luca Coscioni, DS, SDI e Rifondazione Comunista.                                                                                     |
| 12 e 13 giugno 2005 | Procreazione medicalmente assistita, norme sui limiti all'accesso. Abrogazione parziale | 25,5%     | Non raggiunto | 88,8% | 11,2% | Non valido | Abolizione di limiti all'accesso alla procreazione medicalmente assistita. Promosso da Radicali, Associazione Luca Coscioni, DS, SDI e Rifondazione Comunista.                                                                                   |
| 12 e 13 giugno 2005 | Procreazione medicalmente assistita, norme sulle finalità, sui diritti dei soggetti coinvolti e sui limiti all'accesso. Abrogazione parziale                                                  | 25,5%     | Non raggiunto | 87,7% | 12,3% | Non valido | Abolizione di norme su finalità, diritti dei soggetti coinvolti e limiti all'accesso alla procreazione medicalmente assistita. Promosso da Radicali, Associazione Luca Coscioni, DS, SDI e Rifondazione Comunista.                               |
| 12 e 13 giugno 2005 | Procreazione medicalmente assistita, divieto di fecondazione eterologa. Abrogazione parziale                                                                                                  | 25,5%     | Non raggiunto | 77,4% | 22,6% | Non valido | Abolizione del divieto di fecondazione eterologa. Promosso da Radicali, Associazione Luca Coscioni, DS, SDI e Rifondazione Comunista. |
|                     | |           |               |       |       |            | |
| 21 e 22 giugno 2009 | Elezione della Camera dei deputati. Abrogazione della possibilità di collegamento tra liste e di attribuzione del premio di maggioranza ad una coalizione di liste                            | 23,3%     | Non raggiunto | 77,6% | 22,4% | Non valido | Assegnazione del premio di maggioranza alla lista più votata, anziché alla coalizione (Camera dei deputati). Promosso da Mario Segni e Giovanni Guzzetta.                                                                                        |
| 21 e 22 giugno 2009 | Elezione del Senato della Repubblica. Abrogazione della possibilità di collegamento tra liste e di attribuzione del premio di maggioranza ad una coalizione di liste                          | 23,3%     | Non raggiunto | 77,7% | 22,3% | Non valido | Assegnazione del premio di maggioranza alla lista più votata, anziché alla coalizione (Senato). Promosso da Mario Segni e Giovanni Guzzetta. |
| 21 e 22 giugno 2009 | Elezione della Camera dei deputati. Abrogazione della possibilità per uno stesso candidato di presentare la propria candidatura in più di una circoscrizione                                  | 23,8%     | Non raggiunto | 87,0% | 13,0% | Non valido | Impossibilità per una stessa persona di candidarsi in più circoscrizioni. Promosso da Mario Segni e Giovanni Guzzetta. |
|                     | |           |               |       |       |            | |
| 12 e 13 giugno 2011 | Modalità di affidamento e gestione dei servizi pubblici locali di rilevanza economica. Abrogazione                                                                                            | 54,8%     | Raggiunto     | 95,3% | 4,7%  | Sì         | Abrogazione delle norme che consentono di affidare la gestione dei servizi pubblici locali a operatori privati. Promosso dal comitato referendario "2 Sì per l'Acqua Bene Comune".                                                               |
| 12 e 13 giugno 2011 | Determinazione della tariffa del servizio idrico integrato in base all'adeguata remunerazione del capitale investito. Abrogazione parziale di norma                                           | 54,8%     | Raggiunto     | 95,8% | 4,2%  | Sì         | Abrogazione delle norme che prevedono che all'interno della tariffa dell'acqua sia compresa anche la remunerazione del capitale investito dal gestore. Promosso dal comitato referendario "2 Sì per l'Acqua Bene Comune".                        |
| 12 e 13 giugno 2011 | Abrogazione delle nuove norme che consentono la produzione nel territorio nazionale di energia elettrica nucleare                                                                             | 54,8%     | Raggiunto     | 94,1% | 5,9%  | Sì         | Abrogazione delle norme che consentono la produzione nel territorio nazionale di energia nucleare. Promosso dall'Italia dei Valori. |
| 12 e 13 giugno 2011 | Legittimo impedimento per le alte cariche dello Stato | 54,8%     | Raggiunto     | 94,6% | 5,4%  | Sì         | Abolizione della legge sul legittimo impedimento del Presidente del Consiglio dei ministri e dei ministri. Promosso dall'Italia dei Valori. |
|                     | |           |               |       |       |            | |
| 17 aprile 2016      | Proroga delle concessioni di estrazione di idrocarburi entro le 12 miglia marine | 31,2%     | Non raggiunto | 85,8% | 14,2% | Non valido | Abrogazione della norma che prevede che le concessioni già in essere per l'estrazione di idrocarburi in zone di mare (entro le 12 miglia marine) siano estese fino al termine della vita utile del giacimento. Promosso da 9 consigli regionali. |
|                     | |           |               |       |       |            | |
| 12 giugno 2022      | Incandidabilità dopo condanna | 20,4%     | Non raggiunto | 53,1% | 46,9% | Non valido | Abrogazione del decreto attuativo della legge Severino che prevede l'incandidabilità, l'ineleggibilità e la decadenza per gli esponenti politici condannati in via definitiva. Promosso da 9 consigli regionali.                                 |
| 12 giugno 2022      | Limitazione delle misure cautelari | 20,4%     | Non raggiunto | 55,4% | 44,6% | Non valido | Eliminazione del "pericolo di reiterazione del medesimo reato" dai criteri per disporre una misura cautelare. Promosso da 9 consigli regionali.                                                                                                  |
| 12 giugno 2022      | Separazione delle funzioni dei magistrati | 20,4%     | Non raggiunto | 73,3% | 26,7% | Non valido | Separazione della carriera di pubblico ministero da quella di giudice (secondo tentativo). Promosso da 9 consigli regionali. |
| 12 giugno 2022      | Membri laici nei consigli giudiziari | 20,4%     | Non raggiunto | 71,3% | 28,7% | Non valido | Introduzione della possibilità da parte di membri laici (avvocati e docenti di diritto) di partecipare alle valutazioni dell’operato dei magistrati nei consigli giudiziari. Promosso da 9 consigli regionali.                                   |
| 12 giugno 2022      | Elezione dei componenti togati del CSM | 20,4%     | Non raggiunto | 71,6% | 28,4% | Non valido | Abrogazione dell'obbligo di presentare dalle 25 alle 50 firme per il magistrato che voglia candidarsi al Consiglio superiore della magistratura (secondo tentativo). Promosso da 9 consigli regionali.                                           |
|                     | |           |               |       |       |            | |
| 8 e 9 giugno 2025   | Disciplina dei licenziamenti illegittimi | 29,9%     | Non raggiunto | 87,6% | 12,4% | Non valido | Abrogazione del divieto di reintegro dei dipendenti licenziati illegittimamente nelle imprese con oltre 15 dipendenti, introdotto dal Jobs Act. Ripristino dell'articolo 18 così come modificato dalla legge Fornero. Promosso dalla CGIL.       |
| 8 e 9 giugno 2025   | Licenziamenti e relativa indennità nelle piccole imprese | 29,9%     | Non raggiunto | 86,0% | 14,0% | Non valido | Abrogazione del tetto massimo di sei mensilità alle indennità per i dipendenti licenziati illegittimamente nelle imprese fino a 15 dipendenti. Promosso dalla CGIL.                                                                              |
| 8 e 9 giugno 2025   | Utilizzo dei contratti a termine | 29,9%     | Non raggiunto | 87,5% | 12,5% | Non valido | Abrogazione della soglia di 12 mesi per l'esenzione dall'obbligo di causali per il ricorso a contratti a termine, introdotta dal Jobs Act. Promosso dalla CGIL.                                                                                  |
| 8 e 9 giugno 2025   | Salute e sicurezza sul lavoro negli appalti | 29,9%     | Non raggiunto | 85,8% | 14,2% | Non valido | Abrogazione dell'esclusione della responsabilità solidale dei committenti, appaltatori e subappaltatori per infortuni dei propri dipendenti in conseguenza dei rischi delle relative attività. Promosso dalla CGIL.                              |
| 8 e 9 giugno 2025   | Concessione della cittadinanza italiana | 29,9%     | Non raggiunto | 65,3% | 34,7% | Non valido | Dimezzamento a 5 anni di residenza legale degli extracomunitari maggiorenni per la concessione della cittadinanza. Promosso da +Europa, PRC, PSI, Possibile, Radicali Italiani, e associazioni della società civile.                             |

## Elenco dei referendum istituzionali
Il referendum istituzionale non prevede per la validità il quorum  (partecipazione alla votazione della maggioranza degli aventi diritto).
| Data          | Referendum                                       | Affluenza | Monarchia | Repubblica | Risultato  | Descrizione                                                                              |
| ------------- | ------------------------------------------------ | --------- | --------- | ---------- | ---------- | ---------------------------------------------------------------------------------------- |
| 2 giugno 1946 | Referendum sulla forma istituzionale dello Stato | 89,08%    | 45,73%    | 54,27%     | Repubblica | Referendum in cui il popolo italiano fu chiamato a scegliere tra monarchia e repubblica. |

## Elenco dei referendum costituzionali
I referendum costituzionali non prevedono per la validità il quorum (partecipazione alla votazione della maggioranza degli aventi diritto).
| Data                   | Titolo | Affluenza | Sì     | No     | Risultato | Descrizione                                                  |
| ---------------------- | --- | --------- | ------ | ------ | --------- | ------------------------------------------------------------ |
| 7 ottobre 2001         | Modifica al titolo V della parte seconda della Costituzione | 34,05%    | 64,21% | 35,79% | Sì        | Referendum sulla modifica del titolo V della Costituzione.   |
| 25 e 26 giugno 2006    | Modifica alla parte seconda della Costituzione | 52,46%    | 38,71% | 61,29% | No        | Referendum sulla modifica della parte II della Costituzione. |
| 4 dicembre 2016        | Disposizioni per il superamento del bicameralismo paritario, la riduzione del numero dei parlamentari, il contenimento dei costi di funzionamento delle istituzioni, la soppressione del CNEL e la revisione del titolo V della parte seconda della Costituzione | 65,47%    | 40,88% | 59,12% | No        | Referendum sulla riforma costituzionale Renzi-Boschi.        |
| 20 e 21 settembre 2020 | Modifiche agli articoli 56, 57 e 59 della Costituzione in materia di riduzione del numero dei parlamentari | 51,12%    | 69,96% | 30,04% | Sì        | Referendum sulla riduzione del numero dei parlamentari.      |

## Elenco dei referendum di indirizzo
Il referendum di indirizzo non prevede per la validità il quorum (partecipazione alla votazione della maggioranza degli aventi diritto).
| Data           | Referendum                                                 | Affluenza | Sì     | No     | Risultato | Descrizione                                                                                        |
| -------------- | ---------------------------------------------------------- | --------- | ------ | ------ | --------- | -------------------------------------------------------------------------------------------------- |
| 18 giugno 1989 | Conferimento del mandato costituente al Parlamento europeo | 80,86%    | 88,03% | 11,97% | Sì        | Referendum consultivo sull'eventuale conferimento di un mandato costituente al Parlamento europeo. |

### Grafico generale dei referendum

Referendum in Italia (1946 - 2022).

## Statistiche

### Statistiche dei referendum abrogativi
| Referendum abrogativi | Tot. | Affluenza media | Magg. Sì | Magg. No | Media Sì | Media No |
| --------------------- | ---- | --------------- | -------- | -------- | -------- | -------- |
| Quorum raggiunto      | 39   | 67,62%          | 23       | 16       | 60,76%   | 39,24%   |
| Quorum non raggiunto  | 38   | 29,60%          | 37       | 1        | 77,52%   | 22,48%   |
| Totale                | 77   | 48,61%          | 55       | 17       | 69,14%   | 30,86%   |

### Primati
Escludendo il referendum istituzionale del 1946:
- il referendum con maggior numero di votanti è quello consultivo del 1989 (con 37 560 404 votanti);
- il referendum con maggior affluenza è quello abrogativo del 1974 (con 87,7% di affluenza);
- il referendum con maggior popolazione elettorale è quello costituzionale del 2001 (solo Italia, 49 462 222 elettori) e quello costituzionale del 2020 (Italia + Estero, 50 955 985 elettori);
- il referendum con maggior numero di "Sì" è il quesito n°5 del referendum abrogativo del 1993 (con 31 234 897 di "Sì").